# Ghiacciaio Crawford
Il ghiacciaio Crawford è un ghiacciaio situato sulla costa di Oates, nella regione nord-occidentale della Dipendenza di Ross, in Antartide. In particolare, il ghiacciaio, il cui punto più alto si trova a circa 1800 m s.l.m., ha origine dal versante orientale della dorsale degli Esploratori, nella parte settentrionale dei monti Bowers, e da qui fluisce verso est-nord-est, partendo dal versante orientale del monte Ford e scorrendo tra il monte Ashworth, a sud, e il monte Cantello, a nord, fino a unire il proprio flusso a quello del ghiacciaio Lillie.

## Storia
Il ghiacciaio Crawford è stato mappato per la prima volta dallo United States Geological Survey grazie a fotografie aeree scattate dalla marina militare statunitense (USN) nel periodo 1960-65, e così battezzato dal comitato consultivo dei nomi antartici in onore di Douglas I. Crawford, biologo di stanza alla stazione McMurdo nella stagione 1965-66.